# Кубок России по биатлону 2022/2023
PARI Кубок России по биатлону 2022/23 стартовал 24 ноября 2022 года в Ханты-Мансийске и завершился 19 февраля 2023 года в Чайковском (Пермский край).
В связи с отстранением спортсменов из России и Беларуси от международных стартов из-за конфликта в Украине, на Кубке России выступали основные сборные этих стран. При этом белорусские биатлонисты участвуют на Кубке России вне зачёта и без получения денежных призовых.  
С этого сезона на Кубке России произошли значительные изменения. Так, серьёзно увеличены призовые спортсменам: за победу полагается 70 тысяч рублей, за второе место – 60 тысяч, за третье – 50 тысяч. Впервые все этапы Кубка России показывал федеральный телеканал «Матч ТВ». Также с этого сезона начали разыгрываться малые кубки в отдельных дисциплинах, а гонки в рамках чемпионата России больше не учитываются в общем зачёте Кубка страны.
Заключительный этап Кубка России изначально был запланирован в Сочи, но по экономическим причинам перенесён в Чайковский.
Победителем общего зачёта среди мужчин стал москвич Карим Халили, а у женщин – подмосковная спортсменка Анастасия Гореева, которая набрала одинаковое количество очков с Викторией Сливко, но опередила тюменку по числу побед.

## Результаты соревнований

### 1-й этап —Ханты-Мансийск(22 — 27 ноября 2022 года)
Изначально запланированные гонки преследования и эстафеты были отменены из-за экстремальных морозов.
| Гонка                                                                     | Женщины | Мужчины |
| Спринт 1. 24 ноября 2022 Женщины: 7,5 км 2. 24 ноября 2022 Мужчины: 10 км | 1. Анастасия Гореева 23:30.0 (0+0) 2. Наталья Гербулова +18.9 (0+1) 3. Виктория Сливко +24.2 (1+0) 4. Елизавета Каплина 5. Тамара Дербушева 6. Ирина Казакевич Финишный протокол | 1. Карим Халили 25:18.8 (0+0) 2. Александр Логинов +18.6 (0+0) 3. Петр Пащенко +30.8 (0+0) 4. Эдуард Латыпов 5. Александр Поварницын 6. Роман Сурнев Финишный протокол |

### 2-й этап —Уват(1 — 4 декабря 2022 года)
| Гонка                                                                                  | Женщины | Мужчины |
| Индивидуальная гонка 1. 2 декабря 2022 Женщины: 15 км 2. 1 декабря 2022 Мужчины: 20 км | Гонка не состоялась из-за морозов, а в зачёт Кубка пошли результаты аналогичной гонки на чемпионате России. | 1. Василий Томшин 42:09.6 (0+1+0+0) 2. Никита Поршнев +0.4 (0+0+0+0) 3. Иван Колотов +8.5 (0+0+0+2) 4. Карим Халили 5. Михаил Бурундуков 6. Роман Сурнев Финишный протокол |
| Спринт 1. 3 декабря 2022 Женщины: 7,5 км 2. 3 декабря 2022 Мужчины: 10 км              | 1. Ирина Казакевич 24:37.9 (1+1) 2. Виктория Сливко +6.5 (0+0) 3. Тамара Дербушева +23.5 (0+0) 4. Екатерина Носкова 5. Анастасия Батманова 6. Антонина Кирсанова Финишный протокол | 1. / Даниил Серохвостов 25:55.2 (0+0) 2. Иван Колотов +12.0 (0+0) 3. Василий Томшин +34.0 (0+0) 4. Карим Халили 5. Роман Ерёмин 6. Михаил Бурундуков Финишный протокол |
| Одиночная смешанная эстафета 1. 4 декабря 2022 Женщины: 1x6 км Мужчины: 1x7.5 км       | 1. Тюменская область-1 43:33.9 (0+6) (Виктория Сливко, Вадим Истамгулов) 2. Свердловская область +17.6 (0+4) (Тамара Дербушева, Кирилл Бажин) 3. ХМАО-Югра-1 +1:26.6 (0+6) (Владислава Гаврилова, Семён Сучилов) Финишный протокол | 1. Тюменская область-1 43:33.9 (0+6) (Виктория Сливко, Вадим Истамгулов) 2. Свердловская область +17.6 (0+4) (Тамара Дербушева, Кирилл Бажин) 3. ХМАО-Югра-1 +1:26.6 (0+6) (Владислава Гаврилова, Семён Сучилов) Финишный протокол |
| Смешанная эстафета 1. 4 декабря 2022 Женщины: 2x6 км Мужчины: 2x7.5 км                 | 1. Красноярский край 1:24:17.6 (0+9) (Наталья Гербулова, Екатерина Кулакова, Ярослав Костюков, Евгений Сидоров) 2. ХМАО-Югра-1 +17.8 (0+11) (Елизавета Каплина, Екатерина Носкова, Никита Поршнев, Алексей Вагин) 3. / Уральский ФО +33.5 (1+11) (Анастасия Шевченко, Наталия Шевченко, Вячеслав Малеев, Андрей Вьюхин) Финишный протокол | 1. Красноярский край 1:24:17.6 (0+9) (Наталья Гербулова, Екатерина Кулакова, Ярослав Костюков, Евгений Сидоров) 2. ХМАО-Югра-1 +17.8 (0+11) (Елизавета Каплина, Екатерина Носкова, Никита Поршнев, Алексей Вагин) 3. / Уральский ФО +33.5 (1+11) (Анастасия Шевченко, Наталия Шевченко, Вячеслав Малеев, Андрей Вьюхин) Финишный протокол |

### 3-й этап —Тюмень(8 — 11 декабря 2022 года)
| Гонка                                                                                     | Женщины | Мужчины |
| Спринт 1. 8 декабря 2022 Женщины: 7,5 км 2. 8 декабря 2022 Мужчины: 10 км                 | 1. Елизавета Каплина 20:21.2 (0+0) 2. Екатерина Носкова +37.7 (0+0) 3. Анастасия Гореева +46.7 (0+0) 4. Виктория Сливко 5. Ирина Казакевич 6. Анастасия Шевченко Финишный протокол               | 1. Эдуард Латыпов 25:15.7 (0+1) 2. Роман Ерёмин +7.0 (0+1) 3. Андрей Вьюхин +11.4 (1+0) 4. / Даниил Серохвостов 5. Александр Поварницын 6. Карим Халили Финишный протокол                       |
| Гонка преследования 1. 10 декабря 2022 Женщины: 10 км 2. 10 декабря 2022 Мужчины: 12,5 км | 1. Екатерина Носкова 32:03.9 (0+0+0+0) 2. Елизавета Каплина +8.2 (0+0+1+1) 3. Виктория Сливко +1:04.2 (0+0+0+1) 4. Ирина Казакевич 5. Анастасия Шевченко 6. Наталья Гербулова Финишный протокол  | 1. Карим Халили 34:21.5 (0+0+1+0) 2. Александр Поварницын +0.2 (0+1+0+1) 3. / Даниил Серохвостов +0.8 (0+0+2+2) 4. Ильназ Мухамедзянов 5. Эдуард Латыпов 6. / Евгений Сидоров Финишный протокол |
| Большой масс-старт 1. 11 декабря 2022 Женщины: 12 км 2. 11 декабря 2022 Мужчины: 15 км    | 1. Анастасия Гореева 38:45.2 (1+0+1+0) 2. Тамара Дербушева +1.3 (1+1+0+0) 3. Виктория Сливко +15.0 (0+1+1+0) 4. Владислава Гаврилова 5. Наталья Гербулова 6. Елизавета Каплина Финишный протокол | 1. / Даниил Серохвостов 40:41.2 (0+0+0+1) 2. Иван Колотов +25.2 (1+1+0+0) 3. Эдуард Латыпов +40.8 (0+1+0+1) 4. Карим Халили 5. Антон Бабиков 6. Михаил Бурундуков Финишный протокол             |

### 4-й этап —Уфа(15 — 18 лекабря 2022 года)
| Гонка                                                                                    | Женщины | Мужчины |
| Индивидуальная гонка 1. 15 декабря 2022 Женщины: 15 км 2. 15 декабря 2022 Мужчины: 20 км | 1. Анастасия Гореева 44:36.3 (0+0+0+2) 2. Анастасия Шевченко +58.1 (0+0+0+2) 3. Виктория Сливко +1:19.2 (0+1+0+1) 4. Ирина Казакевич 5. Елизавета Каплина 6. Лариса Куклина Финишный протокол | 1. Александр Поварницын 51:55.9 (0+0+0+1) 2. Эдуард Латыпов +48.6 (1+1+0+0) 3. Ильназ Мухамедзянов +1:12.9 (0+0+0+2) 4. Карим Халили 5. Кирилл Бажин 6. Дмитрий Абашев Финишный протокол |
| Спринт 1. 17 декабря 2022 Женщины: 7,5 км 2. 17 декабря 2022 Мужчины: 10 км              | 1. Елизавета Каплина 22:50.9 (0+0) 2. Екатерина Носкова +37.2 (0+0) 3. Наталья Гербулова +41.2 (1+0) 4. Анастасия Шевченко 5. Виктория Сливко 6. Лариса Куклина Финишный протокол | 1. Александр Корнев 24:37.9 (0+0) 2. / Максим Цветков +1.0 (0+0) 3. / Даниил Серохвостов +4.1 (0+0) 4. Антон Бабиков 5. Андрей Вьюхин 6. Никита Поршнев Финишный протокол |
| Одиночная смешанная эстафета 1. 18 декабря 2022 Женщины: 1x6 км Мужчины: 1x7.5 км        | 1. Тюменская область-1 41:31.1 (0+4) (Виктория Сливко, Евгений Гараничев) 2. / Уральский ФО-1 +15.7 (0+9) (Ирина Казакевич, Александр Поварницын) 3. Свердловская область +28.1 (0+5) (Тамара Дербушева, Кирилл Бажин) Финишный протокол                                                                                       | 1. Тюменская область-1 41:31.1 (0+4) (Виктория Сливко, Евгений Гараничев) 2. / Уральский ФО-1 +15.7 (0+9) (Ирина Казакевич, Александр Поварницын) 3. Свердловская область +28.1 (0+5) (Тамара Дербушева, Кирилл Бажин) Финишный протокол                                                                                       |
| Смешанная эстафета 1. 18 декабря 2022 Женщины: 2x6 км Мужчины: 2x7.5 км                  | 1. ХМАО-Югра-1 1:18:52.6 (2+12) (Елизавета Каплина, Екатерина Носкова, Пётр Пащенко, Никита Поршнев) 2. / Северо-Западный ФО +8.6 (0+11) (Анастасия Егорова, Анна Старовойтова, Василий Томшин, Максим Цветков) 3. ХМАО-Югра-2 +1:12.2 (2+14) (Ксения Довгая, Алина Кудисова, Алексей Вагин, Дмитрий Иванов) Финишный протокол | 1. ХМАО-Югра-1 1:18:52.6 (2+12) (Елизавета Каплина, Екатерина Носкова, Пётр Пащенко, Никита Поршнев) 2. / Северо-Западный ФО +8.6 (0+11) (Анастасия Егорова, Анна Старовойтова, Василий Томшин, Максим Цветков) 3. ХМАО-Югра-2 +1:12.2 (2+14) (Ксения Довгая, Алина Кудисова, Алексей Вагин, Дмитрий Иванов) Финишный протокол |

### 5-й этап —Дёмино(12 — 15 января 2023 года)
| Гонка                                                                                   | Женщины | Мужчины |
| Спринт 1. 12 января 2023 Женщины: 7,5 км 2. 12 января 2023 Мужчины: 10 км               | 1. Екатерина Носкова 22:34.2 (0+2) 2. Ксения Довгая +2.4 (0+1) 3. Лариса Куклина +34.2 (0+1) 4. Виктория Сливко 5. Екатерина Кулакова 6. Анастасия Гореева Финишный протокол                  | 1. Александр Поварницын 26:18.9 (0+2) 2. Петр Пащенко +24.5 (1+1) 3. Рустам Каюмов +47.0 (2+1) 4. Алексей Вагин 5. Никита Поршнев 6. Евгений Емерхонов Финишный протокол                   |
| Гонка преследования 1. 13 января 2023 Женщины: 10 км 2. 13 января 2023 Мужчины: 12,5 км | 1. Ксения Довгая 33:43.3 (0+1+1+1) 2. Лариса Куклина +49.4 (0+1+2+0) 3. Екатерина Носкова +54.2 (1+0+2+4) 4. Виктория Сливко 5. Анастасия Егорова 6. Анастасия Гореева Финишный протокол      | 1. Александр Поварницын 33:26.1 (2+0+0+0) 2. Никита Поршнев +49.0 (0+0+1+0) 3. Евгений Емерхонов +1:16.6 (0+0+0+2) 4. Евгений Гараничев 5. Алексей Вагин 6. Карим Халили Финишный протокол |
| Большой масс-старт 1. 15 января 2023 Женщины: 12 км 2. 15 января 2023 Мужчины: 15 км    | 1. Елизавета Каплина 36:29.5 (1+0+1+1) 2. Виктория Сливко +1:17.6 (0+0+0+2) 3. Анастасия Гореева +1:55.5 (1+0+2+3) 4. Ксения Довгая 5. Екатерина Носкова 6. Любовь Калинина Финишный протокол | 1. Антон Бабиков 38:15.4 (0+0+0+0) 2. Евгений Гараничев +37.7 (0+0+1+1) 3. Александр Поварницын +49.5 (0+0+2+1) 4. Матвей Елисеев 5. Андрей Вьюхин 6. Дмитрий Абашев Финишный протокол     |

### 6-й этап —Чайковский(16 — 19 февраля 2023 года)
| Гонка                                                                                     | Женщины | Мужчины |
| Спринт 1. 16 февраля 2023 Женщины: 7,5 км 2. 17 февраля 2023 Мужчины: 10 км               | 1. Наталья Гербулова 21:09.4 (0+0) 2. Ирина Казакевич +20.4 (1+0) 3. Анастасия Гореева +27.7 (0+1) 4. Елизавета Каплина 5. Наталия Шевченко 6. Виктория Сливко Финишный протокол              | 1. Эдуард Латыпов 23:57.2 (1+0) 2. / Даниил Серохвостов +38.5 (1+0) 3. Ильназ Мухамедзянов +1:01.5 (0+2) 4. Карим Халили 5. Петр Пащенко 6. Александр Поварницын Финишный протокол   |
| Гонка преследования 1. 18 февраля 2023 Женщины: 10 км 2. 18 февраля 2023 Мужчины: 12,5 км | 1. Лариса Куклина 31:34.0 (0+0+0+0) 2. Анастасия Гореева +0.8 (0+0+0+1) 3. Наталья Гербулова +23.4 (2+0+0+1) 4. Елизавета Каплина 5. Виктория Сливко 6. Анастасия Батманова Финишный протокол | 1. Эдуард Латыпов 31:43.4 (0+0+0+0) 2. Карим Халили +1:01.7 (0+0+1+0) 3. Кирилл Бажин +1:09.3 (0+0+0+0) 4. Матвей Елисеев 5. / Максим Цветков 6. Евгений Гараничев Финишный протокол |
| Большой масс-старт 1. 19 февраля 2023 Женщины: 12 км 2. 19 февраля 2023 Мужчины: 15 км    | 1. Тамара Дербушева 36:57.1 (0+0+0+0) 2. Ирина Казакевич +30.3 (0+0+2+0) 3. Наталья Гербулова +50.0 (1+2+0+0) 4. Наталия Шевченко 5. Анастасия Егорова 6. Виктория Сливко Финишный протокол   | 1. Антон Бабиков 37:41.3 (1+1+0+0) 2. Роман Ерёмин +7.6 (0+1+0+1) 3. Карим Халили +19.0 (0+2+0+0) 4. Александр Поварницын 5. Эдуард Латыпов 6. Никита Поршнев Финишный протокол      |

## Зачёты Кубка России

### Мужчины
| №  | Спортсмен            | Очки |
| -- | -------------------- | ---- |
| 1  | Карим Халили         | 571  |
| 2  | Александр Поварницын | 551  |
| 3  | Эдуард Латыпов       | 464  |
| 4  | Никита Поршнев       | 443  |
| 5  | Даниил Серохвостов   | 442  |
| 6  | Андрей Вьюхин        | 378  |
| 7  | Антон Бабиков        | 356  |
| 8  | Пётр Пащенко         | 351  |
| 9  | Иван Колотов         | 345  |
| 10 | Матвей Елисеев       | 339  |

| №  | Спортсмен            | Очки |
| -- | -------------------- | ---- |
| 1  | Никита Поршнев       | 86   |
| 2  | Карим Халили         | 86   |
| 3  | Василий Томшин       | 82   |
| 4  | Александр Поварницын | 81   |
| 5  | Эдуард Латыпов       | 81   |
| 6  | Иван Колотов         | 78   |
| 7  | Ильназ Мухамедзянов  | 73   |
| 8  | Кирилл Бажин         | 68   |
| 9  | Дмитрий Абашев       | 67   |
| 10 | Андрей Вьюхин        | 58   |

| №  | Спортсмен            | Очки |
| -- | -------------------- | ---- |
| 1  | Карим Халили         | 239  |
| 2  | Даниил Серохвостов   | 238  |
| 3  | Александр Поварницын | 206  |
| 4  | Эдуард Латыпов       | 197  |
| 5  | Пётр Пащенко         | 192  |
| 6  | Александр Корнев     | 180  |
| 7  | Андрей Вьюхин        | 172  |
| 8  | Никита Поршнев       | 156  |
| 9  | Роман Ерёмин         | 155  |
| 10 | Иван Колотов         | 155  |

| №  | Спортсмен            | Очки |
| -- | -------------------- | ---- |
| 1  | Карим Халили         | 150  |
| 2  | Александр Поварницын | 141  |
| 3  | Никита Поршнев       | 116  |
| 4  | Евгений Емерхонов    | 105  |
| 5  | Эдуард Латыпов       | 99   |
| 6  | Алексей Вагин        | 95   |
| 7  | Матвей Елисеев       | 89   |
| 8  | Дмитрий Иванов       | 82   |
| 9  | Евгений Гараничев    | 79   |
| 10 | Даниил Серохвостов   | 78   |

| №  | Спортсмен            | Очки |
| -- | -------------------- | ---- |
| 1  | Антон Бабиков        | 159  |
| 2  | Карим Халили         | 123  |
| 3  | Александр Поварницын | 123  |
| 4  | Даниил Серохвостов   | 94   |
| 5  | Никита Поршнев       | 94   |
| 6  | Эдуард Латыпов       | 87   |
| 7  | Дмитрий Абашев       | 86   |
| 8  | Иван Колотов         | 80   |
| 9  | Александр Бектуганов | 77   |
| 10 | Рустам Каюмов        | 74   |

### Женщины
| №  | Спортсмен            | Очки |
| -- | -------------------- | ---- |
| 1  | Анастасия Гореева    | 543  |
| 2  | Виктория Сливко      | 543  |
| 3  | Елизавета Каплина    | 540  |
| 4  | Екатерина Носкова    | 507  |
| 5  | Лариса Куклина       | 459  |
| 6  | Ирина Казакевич      | 409  |
| 7  | Наталья Гербулова    | 398  |
| 8  | Тамара Дербушева     | 366  |
| 9  | Владислава Гаврилова | 338  |
| 10 | Анастасия Егорова    | 332  |

| №  | Спортсмен           | Очки |
| -- | ------------------- | ---- |
| 1  | Анастасия Шевченко  | 108  |
| 2  | Лариса Куклина      | 96   |
| 3  | Анастасия Гореева   | 94   |
| 4  | Ирина Казакевич     | 82   |
| 5  | Наталья Гербулова   | 79   |
| 6  | Виктория Сливко     | 76   |
| 7  | Алина Кудисова      | 64   |
| 8  | Анастасия Егорова   | 63   |
| 9  | Екатерина Носкова   | 61   |
| 10 | Анастасия Батманова | 59   |

| №  | Спортсмен            | Очки |
| -- | -------------------- | ---- |
| 1  | Елизавета Каплина    | 274  |
| 2  | Екатерина Носкова    | 264  |
| 3  | Виктория Сливко      | 263  |
| 4  | Анастасия Гореева    | 224  |
| 5  | Лариса Куклина       | 210  |
| 6  | Ирина Казакевич      | 206  |
| 7  | Наталья Гербулова    | 196  |
| 8  | Тамара Дербушева     | 174  |
| 9  | Екатерина Кулакова   | 173  |
| 10 | Владислава Гаврилова | 166  |

| №  | Спортсмен            | Очки |
| -- | -------------------- | ---- |
| 1  | Лариса Куклина       | 145  |
| 2  | Екатерина Носкова    | 137  |
| 3  | Елизавета Каплина    | 131  |
| 4  | Виктория Сливко      | 130  |
| 5  | Анастасия Гореева    | 122  |
| 6  | Анастасия Егорова    | 100  |
| 7  | Наталья Гербулова    | 84   |
| 8  | Екатерина Кулакова   | 81   |
| 9  | Анна Старовойтова    | 79   |
| 10 | Владислава Гаврилова | 78   |

| №  | Спортсмен            | Очки |
| -- | -------------------- | ---- |
| 1  | Виктория Сливко      | 138  |
| 2  | Анастасия Гореева    | 137  |
| 3  | Тамара Дербушева     | 114  |
| 4  | Екатерина Носкова    | 97   |
| 5  | Елизавета Каплина    | 96   |
| 6  | Владислава Гаврилова | 94   |
| 7  | Анастасия Егорова    | 87   |
| 8  | Наталья Гербулова    | 87   |
| 9  | Любовь Калинина      | 84   |
| 10 | Ирина Казакевич      | 83   |